# アレクサンドラ・ドランカ
アレクサンドラ・ドランカ、旧姓ピエタ（Aleksandra Dranka、1903年10月3日 - 2014年4月29日）は、ポーランドのスーパーセンテナリアン。ポーランド最高齢人物であった。また、ポーランド人として初めて110歳の誕生日を迎えた。

## 略歴
1903年、オーストリア＝ハンガリー帝国のハルクロバ村（現在のポトカルパチェ県ヤスウォ郡スコウィン市ハルクロバ）で生まれた。
2014年4月29日に死去。110歳208日没。